# Cass County (Nebraska)
Das Cass County ist ein County US-Bundesstaat Nebraska. Der Verwaltungssitz (County Seat) ist Plattsmouth, das nach seiner Lage an der Mündung des Platte Rivers benannt wurde.

## Geographie
Das County liegt im Osten von Nebraska an der Grenze zu Iowa, die durch den Missouri gebildet wird. Das Cass County ist im Süden etwa 120 Kilometer von Kansas entfernt und hat eine Fläche von 1466 Quadratkilometern, wovon 18 Quadratkilometer Wasserfläche sind. Es grenzt an folgende Countys:
| Saunders County  | Sarpy County | Mills County (Iowa)   |
| Lancaster County |              |                       |
|                  | Otoe County  | Fremont County (Iowa) |

## Geschichte

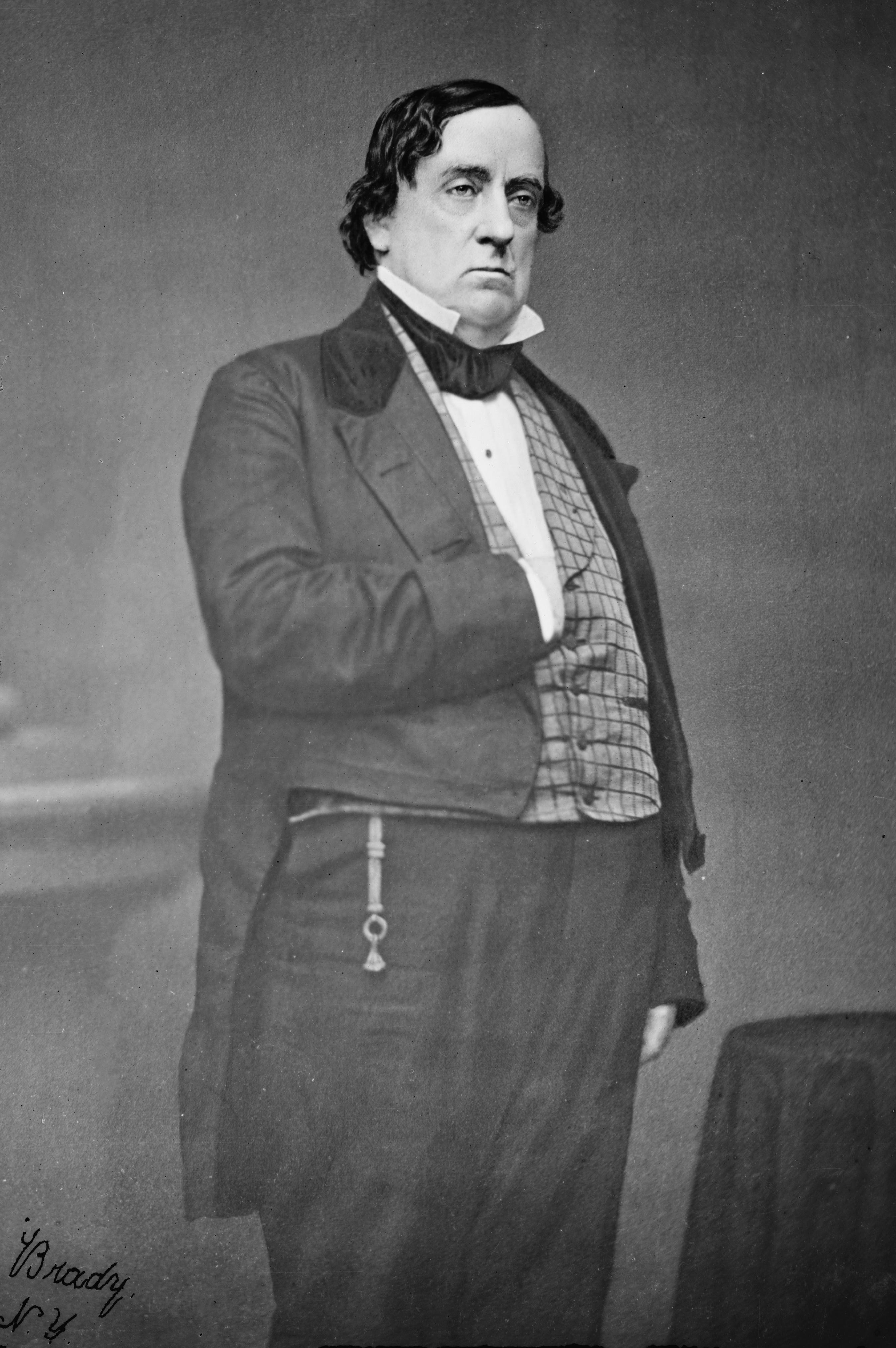
L. Cass

Das Cass County wurde 1854 als eines von neun Originalcountys Nebraskas gebildet. Benannt wurde es nach Lewis Cass (1782–1866), einem früheren Kriegsminister (1831–1836), Senator (1849–1857) und Außenminister der Vereinigten Staaten (1857–1860).

Ein Ort hat den Status einer National Historic Landmark, die archäologische Fundstätte Walker Gilmore Site. 26 Bauwerke und Stätten des Countys sind im National Register of Historic Places eingetragen (Stand 10. Februar 2018).

## Demografische Daten

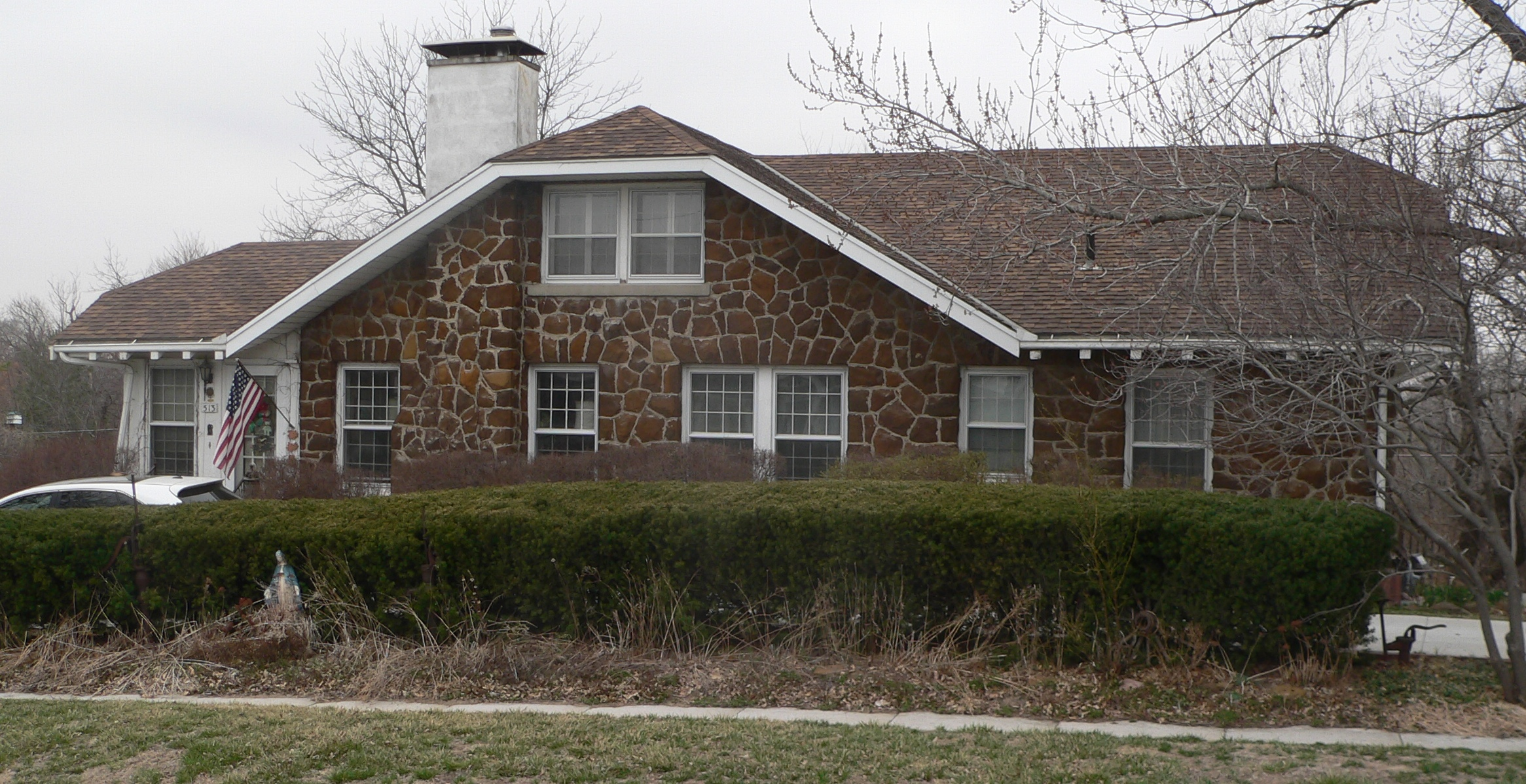
Paul Fitzgerald House, gelistet im NRHP

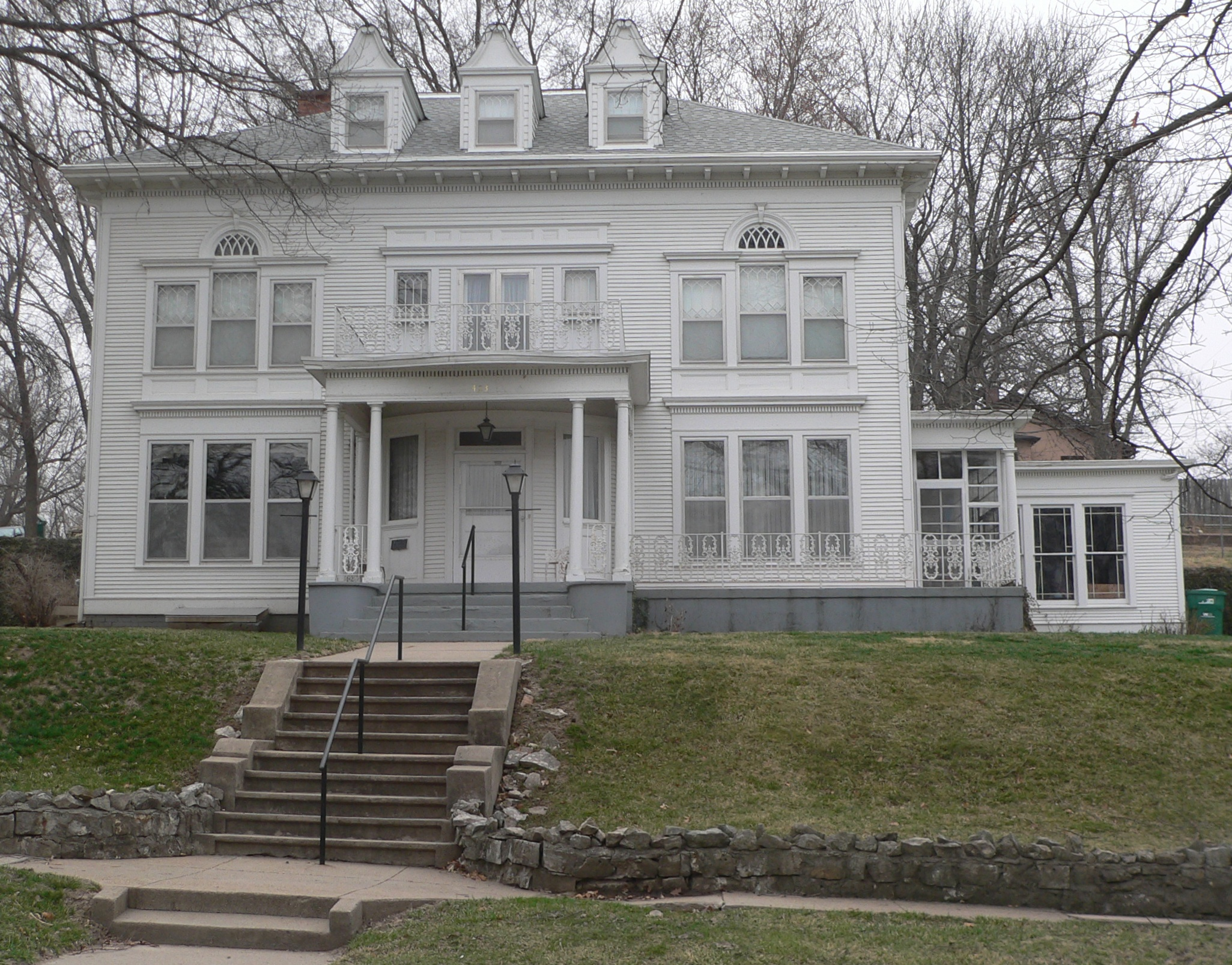
Paul Gering House, gelistet im NRHP

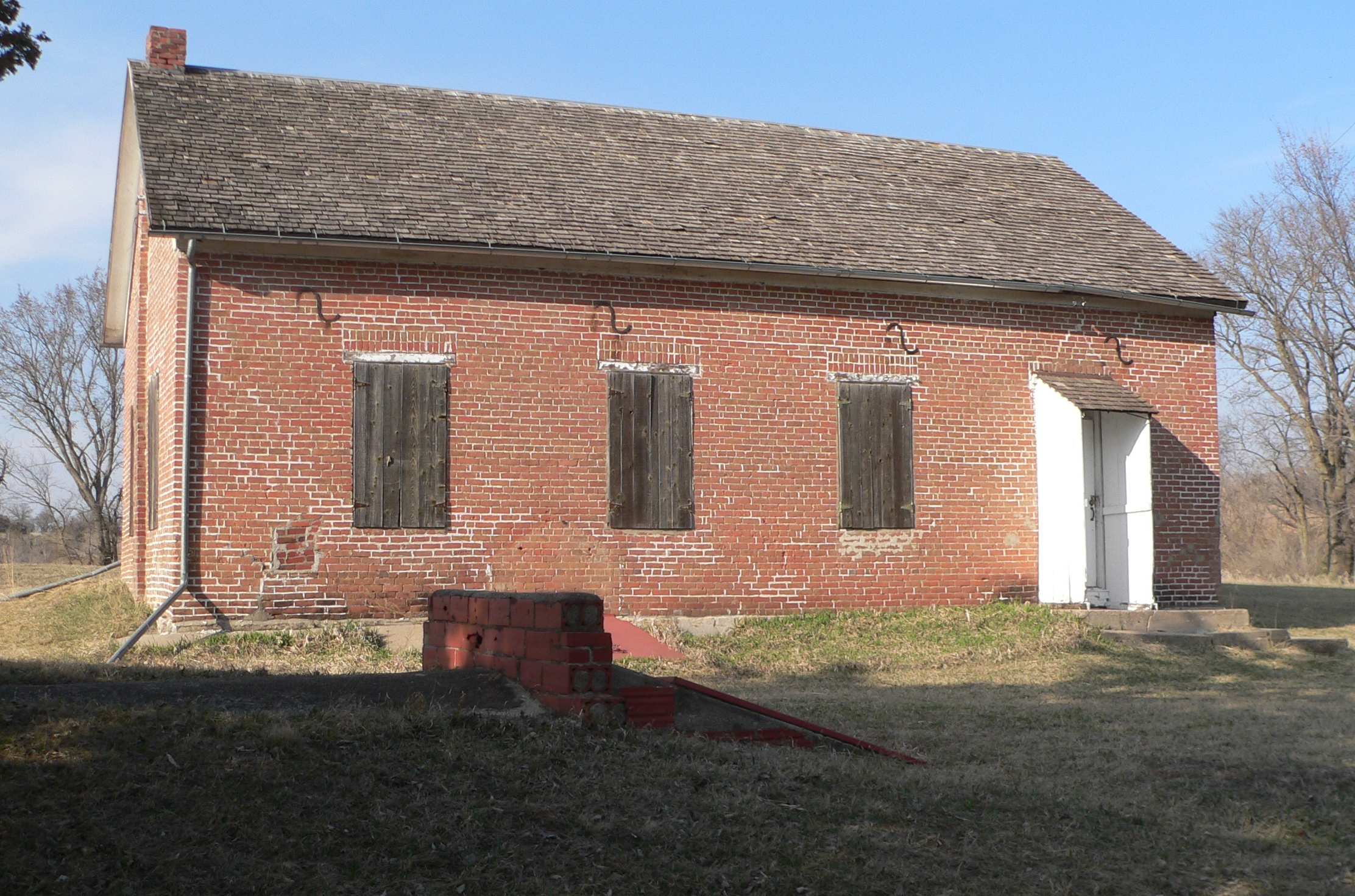
Naomi Institute, gelistet im NRHP

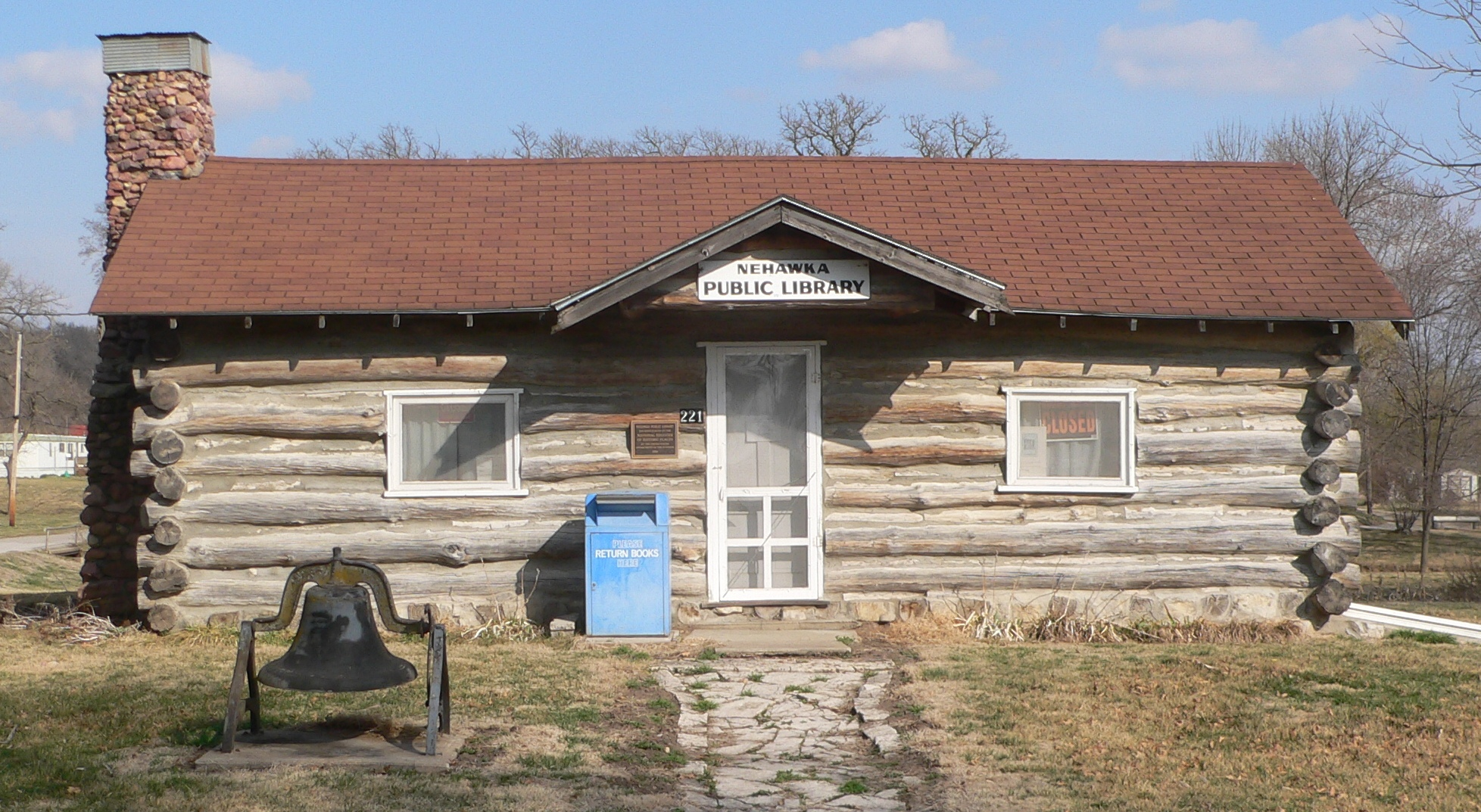
Nehawka Public Library, gelistet im NRHP

Nach der Volkszählung im Jahr 2000 lebten im Cass County 24.334 Menschen. Davon waren 251 Personen in Sammelunterkünften untergebracht, die anderen Einwohner lebten in 9.161 Haushalten und 6.806 Familien. Die Bevölkerungsdichte betrug 17 Einwohner pro Quadratkilometer. Ethnisch betrachtet setzte sich die Bevölkerung zusammen aus 97,89 Prozent Weißen, 0,18 Prozent Afroamerikanern, 0,30 Prozent amerikanischen Ureinwohnern, 0,35 Prozent Asiaten, 0,02 Prozent Bewohnern aus dem pazifischen Inselraum und 0,35 Prozent aus anderen ethnischen Gruppen; 0,92 Prozent stammten von zwei oder mehr Ethnien ab. 1,46 Prozent der Bevölkerung waren spanischer oder lateinamerikanischer Abstammung, die verschiedenen der genannten Gruppen angehörten.
Von den 9.161 Haushalten hatten 35,8 Prozent Kinder und Jugendliche unter 18 Jahre, die bei ihnen lebten. 63,3 Prozent waren verheiratete, zusammenlebende Paare, 7,6 Prozent waren allein erziehende Mütter, 25,7 Prozent waren keine Familien, 21,6 Prozent waren Singlehaushalte und in 9,4 Prozent lebten Menschen im Alter von 65 Jahren oder darüber. Die Durchschnittshaushaltsgröße lag bei 2,63 und die durchschnittliche Familiengröße bei 3,07 Personen.
Auf das gesamte County bezogen setzte sich die Bevölkerung zusammen aus 27,9 Prozent Einwohnern unter 18 Jahren, 7,0 Prozent zwischen 18 und 24 Jahren, 29,0 Prozent zwischen 25 und 44 Jahren, 23,8 Prozent zwischen 45 und 64 Jahren und 12,3 Prozent waren 65 Jahre alt oder darüber. Das Durchschnittsalter betrug 37 Jahre. Auf 100 weibliche kamen statistisch 97,7 männliche Personen. Auf 100 Frauen im Alter von 18 Jahren oder darüber kamen statistisch 95,0 Männer.

Das jährliche Durchschnittseinkommen eines Haushalts betrug 46.515 USD, das Durchschnittseinkommen der Familien betrug 52.196 USD. Männer hatten ein Durchschnittseinkommen von 36.639 USD, Frauen 24.612 USD. Das Prokopfeinkommen betrug 20.156 USD. 4,2 Prozent der Familien und 5,2 Prozent der Bevölkerung lebten unterhalb der Armutsgrenze. Darunter waren 7,1 Prozent Kinder und Jugendlichen unter 18 Jahren und 4,5 Prozent Personen ab 65 Jahren.

## Städte und Gemeinden
Citys
- Louisville
- Plattsmouth
- Weeping Water

Villages
| - Alvo - Avoca - Cedar Creek - Eagle | - Elmwood - Greenwood - Manley - Murdock | - Murray - Nehawka - South Bend - Union |